# Israelitische Kultusgemeinde Amberg
Die Israelitische Kultusgemeinde Amberg ist die jüdische Gemeinde von Amberg. Sie zählt heute rund 125 Mitglieder (Stand 2019).
Ihre Synagoge befindet sich in der Salzgasse 5 in Amberg.
Rabbiner ist seit dem 28. November 2013 der Amberger Elias Dray (* 1977).

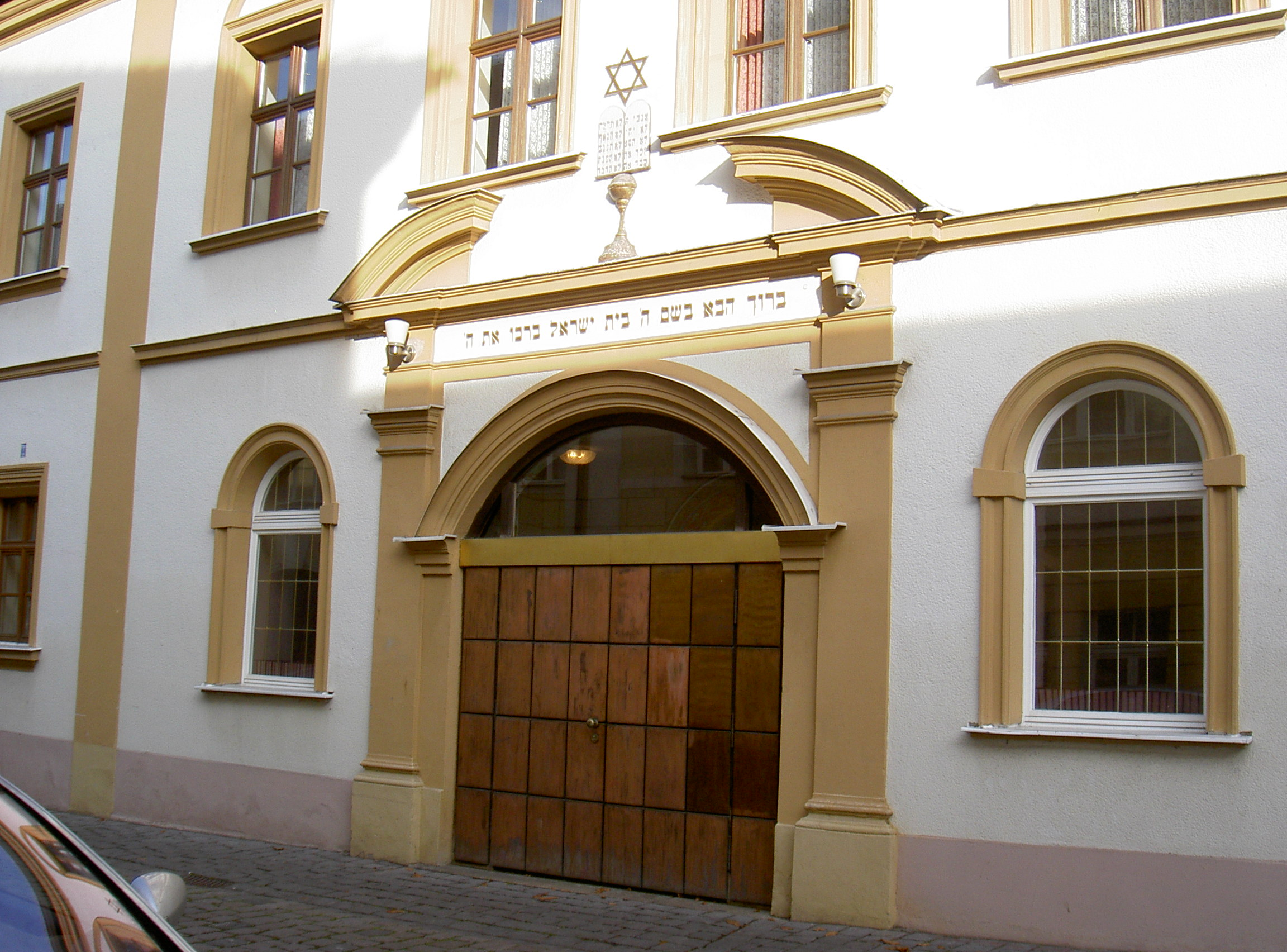
Synagoge in Amberg Salzgasse 5

## Geschichte

### Von 1294 bis zum 18. Jahrhundert
1294 wurde die jüdische Gemeinde Amberg in einem Privileg Herzogs Rudolf I. erstmals schriftlich erwähnt.
In diesem Stadtprivileg wurden Juden und Christen steuerlich gleichgestellt.
1298 wurden während des Rintfleisch-Pogroms 13 Amberger Juden ermordet.
Im 14. Jahrhundert wohnten jüdische Familien in Amberg in einem jüdischen Viertel in der Umgebung der heutigen Frauenkirche. 1384 wurde eine Synagoge errichtet, 1364 eine jüdische Schule (Jeschiwa), an der zunächst Rabbi Süßmann und 1369 Rabbi Mosse von Wien lehrten.
1391 wurden die Juden aus Amberg auf Anweisung des Pfalzgrafen Ruprecht II. vertrieben. Im selben Jahr wurde die Synagoge abgerissen, an ihrer Stelle wurde Anfang des 15. Jahrhunderts die Frauenkirche errichtet. Auch die jüdische Schule bestand nur bis 1391.
Ab 1391 war Juden der Aufenthalt in Amberg verboten.
Im 17. Jahrhundert und Ende des 18. Jahrhunderts gelangten Gemeinden der Herrschaft Rothenberg sowie Sulzbach und Floß zum Kurfürstentum Bayern.
In diesen Gebieten lebten 1200 bis 1300 Juden, die nun von Amberg aus regiert wurden, aber ihren Regierungssitz Amberg nicht betreten durften.
Mitte des 18. Jahrhunderts konvertierte der Sulzbacher Jude Hetzendorfer zum katholischen Glauben, heiratete die Amberger Schwarzfärberswitwe aus dem Walfischhaus und wurde für einige Jahre Amberger Bürgermeister.

### 19. Jahrhundert
Noch 1859 untersagte der Rat der Stadt Amberg den jüdischen Handelsleuten, sich länger als 24 Stunden in Amberg aufzuhalten, und beschlagnahmte deren Handelspatente.
Zwei Jahre später, 1861, wurden Juden und Nichtjuden gleichgestellt.
Vor allem aus Sulzbach, aber auch aus anderen benachbarten Gemeinden zogen Juden nach Amberg und gründeten dort verschiedene Geschäfte.
Die Anzahl Juden in Amberg erreichte 1900 mit 101 Personen einen Höchststand. Sie eröffneten Schuh- und Textilgeschäfte, Kurzwarenläden, ein Kaufhaus und eine Bank.
1881 hatte die jüdische Gemeinde einen Betraum in der Oberen Nabburger Straße, 1896 eine Synagoge in der Salzgasse und 1899 eine israelitische Volksschule.
Als jüdische Lehrer wirkten Rosenthaler (1891), B. Gutmann (bis 1900), Elias Godlewsky (1900–1908) und Leopold Godlewsky (1908–1938).
1894 gründeten die jüdischen Einwohner Ambergs eine Israelitische Kultusgemeinde.
Einen eigenen Rabbiner hatte Amberg nicht.
Zuständig für Amberg war Rabbiner Wittelshöfer aus Floß.
Sein Nachfolger war Rabbiner Dr. Magnus Weinberg aus Neumarkt.

### 20. Jahrhundert bis 1945
1903 wurden die Schwandorfer Juden der Gemeinde Amberg zugeteilt.
Später kamen auch Nabburg und Burglengenfeld zur Amberger jüdischen Gemeinde und 1937 auch Sulzbach.
1924 hatte die jüdische Gemeinde Amberg 130 Mitglieder, darunter 86 Amberger, 30 Schwandorfer, je 4 aus Haselmühle und Witzelhof und 6 aus Nabburg.
1927 wurde der heute noch bestehende und belegte jüdische Friedhof Amberg am Ende der Philipp-Melanchthon-Straße angelegt.
Ab 1933 wurde den jüdischen Bürgern Ambergs mit ständig zunehmenden Repressalien und Restriktionen durch den faschistischen Staat das Leben unmöglich gemacht. Von den 1933 in Amberg lebenden 83 jüdischen Einwohnern gingen 30 in die Emigration, 10 verstarben, 3 nahmen sich das Leben, einige versuchten in den Großstädten unterzutauchen.
In den frühen Morgenstunden des 10. November 1938 wurde von 30 SA-Angehörigen die Inneneinrichtung der Amberger Synagoge auf der Straße verbrannt. Die Fenster der Synagoge wurden zugenagelt und sie wurde während des Krieges als Lebensmittellager benutzt. Alle Juden Ambergs wurden in Schutzhaft genommen, die Frauen nur für den Tag, die Männer wurden in das KZ Dachau gebracht.
1942 gab es nur noch 12 jüdische Einwohner in Amberg, die noch in diesem Jahr in ein Lager nahe Lublin deportiert wurden. Insgesamt sind mindestens 38 Amberger Juden Opfer des Holocaust geworden.

### Seit 1945
17 der an der Schändung der Amberger Synagoge beteiligten SA-Männer standen nach dem Krieg vor Gericht.
4 wurden freigesprochen, die übrigen erhielten Gefängnisstrafen zwischen 3 Monaten und 4 Jahren, Gnadengesuche wurden positiv beschieden.
Zwischen 1945 und 1950 kamen insgesamt 500 Juden nach Amberg, teilweise polnischer Herkunft, die KZ und Todesmärsche überlebt hatten.
Sie wurden vom polnischen Rabbiner Dr. Nathan Zanger betreut, der die alte Synagoge wieder aktiviert hatte.
Die meisten von ihnen wanderten 1948 nach Israel und in die USA aus.
1953 gab es 41 und 1989 nur noch 26 Juden in Amberg.
Ab 1990 wuchs die Anzahl der jüdischen Amberger wieder durch Zuwanderung aus der ehemaligen Sowjetunion.
2007 gehörten 250 Personen zur jüdischen Gemeinde Amberg.
Im Jahr 2012 wurden auf Initiative des Gregor-Mendel-Gymnasiums Amberg 15 Stolpersteine zum Gedenken an die jüdischen Opfern des Nationalsozialismus in Amberg verlegt.
Seit 2013 hat die jüdische Gemeinde Amberg einen eigenen Rabbiner, den Amberger Elias Dray (* 1977).
Rabbiner Elias Dray war von 2006 bis 2013 der Jugendrabbiner der IKG München und Oberbayern.
Die offizielle Bezeichnung der jüdischen Gemeinde Amberg lautet: Israelitische Kultusgemeinde Amberg.
Sie ist Mitglied des Landesverbandes der Israelitischen Kultusgemeinden in Bayern.